# Cyclozodion tuberatum
Cyclozodion tuberatum is een krabbensoort uit de familie van de Calappidae. De wetenschappelijke naam van de soort is voor het eerst geldig gepubliceerd in 1989 door Williams & Child.